# الكنيسة الإنجيلية الوطنية
.

## الكنيسة الانجيلية الوطنية بدمشق
مقتبس من الموقع الرئيسي للكنيسة الانجيلية الوطنية في دمشق - سورية
مقدمة
نور الإصلاح الديني الإنجيلي يصل إلى شرقنا العربي: وصلت بوادر حركة الإصلاح الإنجيلي وكل ما رافقها من نور كنسي ولاهوتي وعلمي وثقافي إلى شرقنا العربي بعد حوالي الثلاثمائة سنة على بدء حركة الإصلاح الديني التي أطلق شرارتها زعيم الإصلاح الديني (مارتن لوثر) في القرن السادس عشر في ألمانيا، وحمل مشعلها ونشر رسالتها ومبادئها الإنجيلية ـ من بعده ـ نخبة ممتازة من الرجال الميامين وفي طليعتهم (جون كالفن) المفكر والمبدع والمنظم للإصلاح وموطّد دعائمه في أوروبا الشمالية، لتنطلق أفكار الإصلاح الديني ومبادئه من هناك إلى جميع أنحاء المعمورة.
قال المؤرخ الكنسي الشهير (لاتوريت): ((لا حقيقة في التاريخ تستدعي الدهشة والإعجاب مثل حقيقة انتشار كنيسة المسيح)). وهذا القول ينطبق فعلاً على انتشار الكنيسة الإنجيلية ومبادئ الإصلاح الديني في بلادنا العربية، في أولائل القرن التاسع عشر حمل فكر الإصلاح الديني ومبادئه إلى شرقنا العربي القسّان الإنجيليان الرائدان (إسحق بيرد) و(وليم كوديل) اللذان وصلا إلى بيروت ـ لبنان سنة 1823. ويعتبر المؤرخون هذه السنة بدء العمل الإنجيلي المرسلي والمستمر في بلادنا...

## الكنائس الأنجيلية في دمشق
شهادة المرسلين لم تلبث أن انتشرت في دمشق وفي بعض مدن الشرق رغم ما لاقت من مقاومة شديدة، فأخذ بها على الفور المثقفون وذوو الفكر النابه فراح عدد المؤمنين يزداد ويتضاعف وقامت بتأسيس كنائس إنجيلية في دمشق أولآ وبعدها في بيروت والقدس وغيرها. ومع الأشهر والسنوات تمّ تأسيس وبناء كنائس ومدارس بلغت العشرات في مختلف الأقطار العربية، حتى غدت الطائفة الإنجيلية الوطنية الآن، وكنائسها ومؤسساتها في العالم العربي تتمتع بسمعة عطرة ومكانة محترمة لدى المواطنين وحكّام البلاد.
تأسيس وبناء كنيسة دمشق (أول كنيسة انجيلية في المشرق) دمشق - سوريا :
تدعو الأمانة العلمية وبمقتضى الإنصاف والواجب الإشارة أولاً بفضل الكنيسة الإنجيلية الحرة في أسكتلندة والإرسالية المشيخية الإيرلندية، على كنيسة دمشق الإنجيلية من حيث التأسيس والرعاية والمساعدات والخدمات التي قُدّمت للكنيسة لسنوات عديدة. فبعد أن وحّدت الإرساليتان المذكورتان جهودهما للعمل المرسلي الإنجيلي في الشرق، قررتا أن تكون البداية في مهد الحضارات سورية فاختارتا القسّين الغيورين لمضحيين (جراهم) و(ألن) للعمل في سورية فوصلا في أواخر سنة 1843 إلى مدينة (دمشق) أقدم مدينة في معمورة في العالم، المشهورة عبر العصور، والوارد اسمها كثيراً في الكتاب المقدس ومختلف الحضارات عبر التاريخ، منذ عصر إبراهيم الخليل كما جاء في سفر التكوين (15:14).
وفور وصول القسين الإنجيليين جراهم وألن إلى دمشق، بدءا بتوزيع الكتاب المقدس على الأهلين، وأخذا بالوعظ والكرازة والخدمة في المنازل. وفي سنة 1846 انضم إلى الإرسالية في سوريا القس (جيمس برنت)، كما وصل إليها الدكتور (بولدنغ) مع زوجته الفاضلة.
المزيد من الخدمات الكنسية في دمشق
وافتتح في دمشق عيادة قدمت خدمات صحية مجانية جلّى للمواطنين. وفي سنة 1847 تمّ افتتاح مدرسة إنجيلية في دمشق، التحق بها عدد من التلاميذ وصل إلى (20) تلميذاً في تلك السنة، معظمهم من طائفة الروم الأرثوذكس، وأخذ عدد التلاميذ يتضاعف سنة بعد أخرى ومن مختلف الطوائف.
وقد ساهمت الإرسالية الإنكليزية السورية مشكورة، بافتتاح مدرسة إنجيلية أخرى في مدينة دمشق، وقد تمّ إشادة بناء كبير للمدرسة سنة 1860 سميت باسم مدرسة (القديس بولس) في محلة باب توما (أسفل التلة) ول ايزال البناء شامخاً حتى اليوم ب دمشق.
كان في طليعة الذين اعتنقوا العقيدة الإنجيلية (البروتستانتية) في مدينة دمشق ـ بواسطة المرسلين المبشرين ـ الدكتور العلامة ميخائيل مشاقة صاحب المؤلفات العديدة الذي جرى عماده بتاريخ 9 كانون الثاني 1851 م (سر المعمودية).
وفي سنة 1852 تمّت في دمشق أيضاً ممارسة سر العشاء الرباني باللغة العربية، وكانت اجتماعات العبادة الإنجيلية تقام في البيوت. وقد بارك الرب يسوع تلك الاجتماعات، إذ انضم إلى جماعة الإنجيليين أفراد غيورون وطنيون، ساهموا بقيام نهضة روحية كانت سبباً لجذب كثيرين إليهم وإلى الكنيسة الانجيلية في سوريا.
الكنيسة الوطنية في باب توما
وفي سنة 1860 تمّ تأسيس كنيسة دمشق الإنجيلية، وبوشر ببناء خاص للكنيسة في محله باب توما (ساحة الدوامنة) وهي نفس الكنيسة الإنجيلية الوطنية الحالية ((الله في وسطها فلن تتزعزع)). وقد تمّ إنجاز بناء الكنيسة وافتتحت للعبادة الجمهورية سنة 1866. وقد جرى تأريخ هذه السنة شعراً بالأبيات المذكورة أدناه (التي لا نعرف ناظمها) المنقوشة على الحجر والمثبتة فوق الباب الرئيسي للكنيسة، والأبيات هي التالية:
خيـر العـمـارة مـا غـدا للـه لا ما يكون لدراق أو جــاه
ولمعشــر القـوم البروتستانت قد شاد العـلى هذا المحـل الزاهي
فيد المسيح عليكم قد باركت مـا دنتـمــوه آمــراً أو ناهي
يا حبـذا بيت يقــيم أسـاسـه جب التـعبـد لا لقصـد تبــاهي
قلـم العهود أتى يؤرخ مـجــده بالخــير تمّ بنــاء بيت الله
الرسالة الأنجيلية
رسالة الكنيسة وازدياد عدد أعضائها: منذ تأسيس كنيسة دمشق، كان لها رسالة قوية فعّآلة، تجلت في نقاوتها وبساطتها وقد ساهمت المدرستان الإنجيليتان في دمشق على مدى ماينوف على مائة عام، بأداء رسالة ثقافية وتهذيبية مباركة، إذ تخرج منها عدد كبير من الشخصيات السورية، من مختلف الطوائف والفئات الاجتماعية، تبوا بعضهم مراكز هامة في الدولة والمجتمع، وتفهموا الرسالة الإنجيلية (البروتستانتية) وأهدافها، وقدموا خدمات جليلة للكنائس الإنجيلية، واعترفوا في مناسبات عديدة بفضل الطائفة الإنجيلية ومدارسها ومؤسساتها ودورها في نشر العلم والمعرفة وإيصال رسالة الإنجيل النقية. ولايزال الكثيرون يذكرون بالخير جهود المربية الكبيرة (مس ناش) مديرة مدرسة (القديس بولس) وتأثرهم بالفكر والتهذيب الإنجيلي.
ولابد من الإشارة إلى أن المدرستين الإنجيليتين الآنفتي الذكر، قد أغلقتا في أواخر الستينات، لظروف خارجة عن إرادة المسؤولين في كنيسة دمشق، وأن مدرسة (القديس بولس) تم تأجيرها إلى وزارة التربية التي افتتحت فيها مدرسة ثانوية حكومية، أما المدرسة الابتدائية الإنجيلية المجاورة لبناء الكنيسة، فقد تم هدمها وإشادة بناء على أرضها، يتألف من ثلاثة طوابق، فيها مكاتب وصالات لنشاطات الكنيسة والسينودس. وتبع ذلك تجهيز أرض باحة الكنيسة لتكون ملعباً رياضياً وكراجاً لسيارات أبناء الكنيسة. ومن المعالم البارزة لنتائج العمل الإنجيلي الرئع في دمشق تأسيس «جمعية الاجتهاد الروحي الإنجيلية» سنة 1930 وتم بناء نادي للجمعية بجوار بجوار الكنيسة الإنجيلية في باب توما لايزال قائماً حتى الآن. هذا، وإن للمحاضرات والنشاطات الروحية والاجتماعية التي قدمها ويقدمها نادي جمعية الاجتهاد الروحي، إضافة إلى دروس المدارس الأحدية، لا يزال لها دور هام في تنشئة الأحداث والشباب على المبادئ الإنجيلية، وتزويدهم بالثقافة الروحية التهذيبية، ويذكر بفخر رجال وسيدات الكنيسة حالياً، أنهم كانوا من رواد نادي جمعية الاجتهاد الروحي ومن خريجي المدراس الأحدية التابعة للكنيسة.
وبفضل الرب يسوع، وتضحيات الكارزين الإنجيليين الأوائل، وجهود رعاة الكنيسة ووعاظها الغيورين والأمناء على إيصال الرسالة الإنجيلية إلى الآخرين ازداد عدد الأشخاص الذين انضموا إلى كنيسة دمشق الإنجيلية على مرور السنوات، سواء من المدينة أو من المسيحيين والإنجيليين القادمين إلى العاصمة من المحافظات الأخرى، حتى بلغ عدد أعضاء كنيسة دمشق الإنجيلية (438) عضواً قانونياً ممن تجاوزوا (18) سنة ويؤدون ألتزامهم تجاه الكنيسة وتتوفر فيهم شروط عضوية الهيئة العامة للكنيسة. حالياً يقام في الكنيسة بالإضافة إلى خدمات العبادة اجتماعات ونشاطات متنوعة خاصة بدرس الكتاب والصلاة والسيدات والشبيبة ونادي أجيال المحبة.
رجال دين ورعاة للكنيسة وواعظين 
رعاة خدموا كنيسة دمشق: خدم الكنيسة الإنجيلية بدمشق، منذ بداية العمل الكرازي الإنجيلي (البروتستانتي) في مدينة دمشق سنة 1843 رعاة ووعاظ كثيرون معظمهم كانوا أوفياء لسيدهم يسوع مخلصين لتعاليمه مضحين براحتهم لنشر المبادئ والتعاليم الإنجيلية. كانوا يعملون بصمت المؤمن وإخلاص المتعبّد حتى وصلت الكنيسة الإنجيلية الوطنية في دمشق إلى مكانة رفيعة، وحصلت على تقدير واحترام الجميع. وإننا نكتفي بذكر أهم الخدام المرسلين الإنجيليين المخلصين الذين عملوا في دمشق وتحمّلوا الكثير من الضيقات والاضطهادات وعانوا المشقات حتى استطاعوا تأسيس الكنيسة الإنجيلية بدمشق وتثبيت دعائمها، وهم بداية من الأجانب وبعدها من السوريين : القس جراهام ـ القس ألن ـ القس برنت ـ الدكتور بولدنغ ـ القس جميس ـ القس جوليان ـ القس كالهون ـ القس مكفرلاند ـ القس موريس سيل.
انتقل العمل إلى أيدي الرعاة الوطنيين السوريين. وكان أول الرعاة الوطنيين في كنيسة دمشق هو الواعظ العلامة الأستاذ أنيس سلوم ـ عضو المجمع الأعلى العربي بدمشق ـ الذي خدم كنيسة دمشق من سنة 1897 حتى سنة 1927، خلفه في رعاية الكنيسة الأستاذ شاكر الدبس حتى سنة 1941، ليستلم خدمة الكنيسة من بعده المربي الكبير الأستاذ حنا خباز الواعظ القدير والعالم الجليل، الذي جرت رسامته قسيساً في كنيسة دمشق سنة 1948، ليصبح أول قسيس وطني مرسوم يخدم كنيسة دمشق الإنجيلية واستمرت رعايته للكنيسة حتى اضطرته ظروفه الصحية لتقديم استقالته بتاريخ 7 أيلول 1951. وجاء إلى مدينة دمشق حضرة الوقور القس داود متري سنة 1951، ليخدم كنيستها الإنجيلية على مدى عشرين سنة ولم يتوقف خلالها عن رعاية وخدمة الكنيسة، سوى بضعة أشهر في سنة 1963 لأمور خارجة عن إرادته، وعاد ليستمر في خدمة الكنيسة حتى سنة 1971. والجدير بالذكر أن عدداً ليس بقليل من رعاة الكنائس الإنجيلية في سورية ولبنان والأردن، كانوا يحضرون إلى دمشق ويقومون بخدمة كنيستها أول وأقدم كنيسة انجيلية في المشرق في مناسبات كثيرة وظروف خاصة، وأن أطول مدة قام بها راع زائر لخدمة كنيسة دمشق، وهي حوالي ستة أشهر مستمرة، كان الطيب الذكر القس إبراهيم عويس راعي كنيسة الاتحاد المسيحي الإنجيلي بدمشق. وفي سنة 1972، بدأت خدمة الوقور القس عزيز باسوس لكنيسة دمشق وهو أول قسيس من السينودس الإنجيلي المشيخي في سورية ولبنان جاء لخدمة كنيسة دمشق، قبل أنضمامها إلى السينودس. وفي سنة 1974 قدّم استقالته من رعاية كنيسة دمشق، راغباً بخدمة كنيسة مرجعيون (السينودسية) في لبنان. لقد ساهمت كنيسة بلودان الإنجيلية الشقيقة مشكورة، بحل مشكلة موضوع رعاية كنيسة دمشق بعد ترك القس باسوس لها، إذ سمحت بكل محبة وغيرة لراعيها القس القدير أنيس زكّا أن يرعى شؤون كنيسة دمشق إضافة إلى كنيسة بلودان متحملاً مشاق السفر. وبعد انضمام كنيسة دمشق إلى السينودس الإنجيلي الوطني المشيخي في سورية ولبنان سنة 1975، تمّ نقل الوقور القس غايس مجلع من كنيسة حلب الإنجيلية ليعين في تشرين الأول سنة 1977 رئيساً للطائفة الإنجيلية بدمشق راعياً لكنيستها ورئيساً لمحكمتها حتى الأول من شهر تموز سنة 1981، حيث سافر بعدها إلى خارج سورية. وقام بخدمة كنيسة دمشق خلال عامي 1981 و1982 الراعي الفاضل والخادم الجليل القس صبحي عياد الذي غادر دمشق ليخدم ويرعى كنيسة بلودان الإنجيلية. وبعدها أكرم اللـه كنيسة دمشق في أواخر عام 1982، بتأمين راعٍ شاب مثقف بليغ ووطني هو الوقور القس أديب عوض وفي سنة 1997 انتقل القس أديب عوض ليستلم منصب أمين عام السينودس الإنجيلي في سوريا ولبنان. وفي شهر تموز من سنة 1997 استلم رعاية الكنيسة الراعي الوقور القس بطرس زاعور راعي كنيسة دمشق الحالي، ورئيس المحكمة الروحية فيها.